# Узинське сільське поселення
Узи́нське сільське поселення — муніципальне утворення в складі Селтинського району Удмуртії, Росія. Адміністративний центр — село Узі.

## Населення
Населення становить 461 особа (2019, 539 у 2010, 592 у 2002).

## Склад
До складу поселення входять такі населені пункти:
| Населений пункт     | Населення, осіб (2002) | Населення, осіб (2010) |
| ------------------- | ---------------------- | ---------------------- |
| Антошкино, присілок | 23                     | 21                     |
| Бабашур, присілок   | 37                     | 20                     |
| Зенкей, присілок    | 26                     | 17                     |
| Кезвир, присілок    | 0                      | -                      |
| Листем, присілок    | 48                     | 31                     |
| Узі, село           | 458                    | 450                    |

В поселенні діють школа, садочок, ФАП, клуб, бібліотека.